# Trinchesia amoena
Trinchesia amoena är en snäckart. Trinchesia amoena ingår i släktet Trinchesia och familjen Tergipedidae. Inga underarter finns listade i Catalogue of Life.